# 리마톨라
리마톨라(이탈리아어: Limatola)는 이탈리아 캄파니아주 베네벤토도의 코무네다. 나폴리가 북동쪽으로 35km 베네벤토가 서쪽 30km 거리에 있다.